# Vieremä
Vieremä es un municipio de Finlandia ubicado en la región de Savonia del Norte.
En 2022, el municipio tenía una población de 3427 habitantes, de los que unos mil trescientos vivían en la capital municipal, Vieremän kirkonkylä.
Comprende un conjunto de áreas rurales ubicadas entre 5 y 40 km al norte de Iisalmi. La capital municipal se ubica unos 20 km al noroeste de Iisalmi, sobre la carretera 88 que lleva a Raahe.

## Historia
Se conoce la existencia del pueblo en documentos desde 1557. Perteneció a la parroquia de Iisalmi hasta 1897, cuando se estableció una parroquia en la actual capital municipal. El municipio fue fundado en 1922 al separarse parte del territorio del municipio rural de Iisalmi (Iisalmen maalaiskunta). Vieremä se hizo conocido internacionalmente por ser el lugar donde se fundó en 1970 la empresa Ponsse, uno de los principales fabricantes europeos de maquinaria forestal, en la que se basa actualmente la economía local.

## Clima
| Parámetros climáticos promedio de Vieremä (1981-2010 normales, extremos 1959-presente) | Parámetros climáticos promedio de Vieremä (1981-2010 normales, extremos 1959-presente) | Parámetros climáticos promedio de Vieremä (1981-2010 normales, extremos 1959-presente) | Parámetros climáticos promedio de Vieremä (1981-2010 normales, extremos 1959-presente) | Parámetros climáticos promedio de Vieremä (1981-2010 normales, extremos 1959-presente) | Parámetros climáticos promedio de Vieremä (1981-2010 normales, extremos 1959-presente) | Parámetros climáticos promedio de Vieremä (1981-2010 normales, extremos 1959-presente) | Parámetros climáticos promedio de Vieremä (1981-2010 normales, extremos 1959-presente) | Parámetros climáticos promedio de Vieremä (1981-2010 normales, extremos 1959-presente) | Parámetros climáticos promedio de Vieremä (1981-2010 normales, extremos 1959-presente) | Parámetros climáticos promedio de Vieremä (1981-2010 normales, extremos 1959-presente) | Parámetros climáticos promedio de Vieremä (1981-2010 normales, extremos 1959-presente) | Parámetros climáticos promedio de Vieremä (1981-2010 normales, extremos 1959-presente) | Parámetros climáticos promedio de Vieremä (1981-2010 normales, extremos 1959-presente) |
| Mes                                                                                    | Ene.                                                                                   | Feb.                                                                                   | Mar.                                                                                   | Abr.                                                                                   | May.                                                                                   | Jun.                                                                                   | Jul.                                                                                   | Ago.                                                                                   | Sep.                                                                                   | Oct.                                                                                   | Nov.                                                                                   | Dic.                                                                                   | Anual                                                                                  |
| -------------------------------------------------------------------------------------- | -------------------------------------------------------------------------------------- | -------------------------------------------------------------------------------------- | -------------------------------------------------------------------------------------- | -------------------------------------------------------------------------------------- | -------------------------------------------------------------------------------------- | -------------------------------------------------------------------------------------- | -------------------------------------------------------------------------------------- | -------------------------------------------------------------------------------------- | -------------------------------------------------------------------------------------- | -------------------------------------------------------------------------------------- | -------------------------------------------------------------------------------------- | -------------------------------------------------------------------------------------- | -------------------------------------------------------------------------------------- |
| Temp. máx. abs. (°C)                                                                   | 7.9                                                                                    | 9.2                                                                                    | 13.3                                                                                   | 21.9                                                                                   | 28.6                                                                                   | 31.1                                                                                   | 33.8                                                                                   | 33.2                                                                                   | 25.8                                                                                   | 16.0                                                                                   | 11.1                                                                                   | 8.6                                                                                    | '                                                                                      |
| Temp. máx. media (°C)                                                                  | -7.0                                                                                   | -6.4                                                                                   | -1.2                                                                                   | 5.2                                                                                    | 12.8                                                                                   | 17.6                                                                                   | 20.3                                                                                   | 17.4                                                                                   | 11.6                                                                                   | 4.7                                                                                    | -1.6                                                                                   | -5.1                                                                                   | 5.7                                                                                    |
| Temp. media (°C)                                                                       | -9.8                                                                                   | -9.4                                                                                   | -4.4                                                                                   | 1.4                                                                                    | 8.1                                                                                    | 13.1                                                                                   | 15.9                                                                                   | 13.3                                                                                   | 8.1                                                                                    | 2.4                                                                                    | -3.6                                                                                   | -7.7                                                                                   | 2.3                                                                                    |
| Temp. mín. media (°C)                                                                  | -12.6                                                                                  | -12.2                                                                                  | -7.5                                                                                   | -2.2                                                                                   | 3.7                                                                                    | 8.9                                                                                    | 11.9                                                                                   | 10.0                                                                                   | 5.2                                                                                    | 0.3                                                                                    | -5.7                                                                                   | -10.3                                                                                  | -0.9                                                                                   |
| Temp. mín. abs. (°C)                                                                   | -33.9                                                                                  | -35.6                                                                                  | -25.3                                                                                  | -19.2                                                                                  | -8.2                                                                                   | -3.7                                                                                   | 3.2                                                                                    | -0.9                                                                                   | -7.4                                                                                   | -19.4                                                                                  | -25.8                                                                                  | -32.9                                                                                  | '                                                                                      |
| Precipitación total (mm)                                                               | 53                                                                                     | 40                                                                                     | 43                                                                                     | 36                                                                                     | 55                                                                                     | 78                                                                                     | 84                                                                                     | 82                                                                                     | 65                                                                                     | 66                                                                                     | 64                                                                                     | 54                                                                                     | 720                                                                                    |
| Fuente: Instituto Meteorológico Finlandés                                              |                                                                                        |                                                                                        |                                                                                        |                                                                                        |                                                                                        |                                                                                        |                                                                                        |                                                                                        |                                                                                        |                                                                                        |                                                                                        |                                                                                        |                                                                                        |